# Drepane africana
Forgeron ailé, Saint Pierre rayé, Disque, Poisson-disque
Espèce
Statut de conservation UICN

 LC  : Préoccupation mineure
Drepane africana, le Forgeron ailé, Saint Pierre rayé, Disque ou encore Poisson-disque, est une espèce de poissons marins et d'eau saumâtre de la famille des Drepaneidae.

## Description
Drepane africana peut mesurer jusqu'à 45 cm de longueur totale mais sa taille habituelle est d'environ 30 cm. Son poids maximal enregistré est de 750 g.

## Répartition
Ce poisson se rencontre dans l'Atlantique est, depuis les côtes du Sénégal jusqu'à celles de l'Angola mais a été également observé aux Canaries, au Cap-Vert et en Mauritanie. Il est présent entre 10 et 75 m de profondeur, mais plus généralement entre 20 et 50 m.

## Systématique
Le nom valide complet (avec auteur) de ce taxon est Drepane africana Osório (d), 1892.
Ce taxon porte en français les noms vernaculaires ou normalisés suivants : Forgeron ailé, Saint Pierre rayé, Disque, Poisson-disque.
Drepane africana a pour synonymes :
- Drepane punctata africana Osório, 1892
- Drepane punctata octofasciata Pellegrin, 1905
- Cryptosmilia luna Cope, 1867

### Étymologie
Son épithète spécifique, dérivé du latin Africa, « Afrique », fait référence à l'Afrique de l'Ouest.

### Publication originale
- (pt) Balthazar Osório, « Estudos ichthyologicos ácerca da fauna dos dominios portuguezes na Africa. 3a nota.--Peixes maritimos das ilhas de S. Thomé, do Principe e ilheo das Rolas. (Contiuaçâo) », Jornal do Sciências Mathemáticas, Physicas e Naturaes, Lisbonne, 2e série, vol. 2, no 7,‎ 1892, p. 205-209.